# Jonathan de Amo
Jonathan de Amo Pérez (ur. 13 stycznia 1990 w Barcelonie) – hiszpański piłkarz grający na pozycji obrońcy w hiszpańskim Som Maresme FC .

## Kariera
De Amo rozpoczął karierę w małym klubie UE Cornellà, skąd przeniósł się do UE Sant Andreu. Latem 2010 roku trafił do Racingu Santander, gdzie przez kolejne dwa lata, z półroczną przerwą na grę w Ontinyent CF, występował w zespole rezerw. Przed sezonem 2012/13 został graczem Espanyolu, gdzie także grał w drugiej drużynie, znajdował się jednak w szerokim składzie pierwszego zespołu.
30 sierpnia 2013 roku de Amo podpisał roczny kontrakt z Widzewem Łódź. Dzień później zadebiutował w nowych barwach podczas zremisowanego 1:1 spotkania ligowego z Jagiellonią Białystok.
W 2014 został zawodnikiem Celty Vigo B. Latem 2016 przeszedł do Miedzi Legnica.
11 września 2018 podpisał roczny kontrakt z opcją przedłużenia ze Stalą Mielec. W 2019 został piłkarzem klubu Bruk-Bet Termalica Nieciecza.

## Statystyki kariery
(aktualne na dzień  21 listopada 2020)
| Klub                         | Sezon              | Liga               | Liga  | Liga   | Puchar kraju | Puchar kraju | Europa | Europa | Suma  | Suma   |
| Klub                         | Sezon              | Liga               | Mecze | Bramki | Mecze        | Bramki       | Mecze  | Bramki | Mecze | Bramki |
| ---------------------------- | ------------------ | ------------------ | ----- | ------ | ------------ | ------------ | ------ | ------ | ----- | ------ |
| UE Sant Andreu               | 2009/10            | Segunda División B | 3     | 0      | 0            | 0            | –      | –      | 3     | 0      |
| Racing Santander B           | 2010/11            | Tercera División   | ?     | ?      | –            | –            | –      | –      | ?     | ?      |
| Ontinyent CF                 | 2010/11            | Segunda División B | 5     | 0      | 0            | 0            | –      | –      | 5     | 0      |
| Racing Santander B           | 2011/12            | Tercera División   | ?     | ?      | –            | –            | –      | –      | ?     | ?      |
| Espanyol B                   | 2012/13            | Segunda División B | 30    | 1      | –            | –            | –      | –      | 30    | 1      |
| RCD Espanyol                 | 2012/13            | Primera División   | 0     | 0      | 0            | 0            | –      | –      | 0     | 0      |
| Widzew Łódź                  | 2013/14            | Ekstraklasa        | 14    | 0      | 1            | 0            | –      | –      | 15    | 0      |
| Celta Vigo B                 | 2014/15            | Segunda División B | 29    | 2      | –            | –            | –      | –      | 29    | 2      |
| Celta Vigo B                 | 2015/16            | Segunda División B | 32    | 0      | –            | –            | –      | –      | 32    | 0      |
| Miedź Legnica                | 2016/17            | I liga             | 19    | 1      | 0            | 0            | –      | –      | 19    | 1      |
| Miedź Legnica                | 2017/18            | I liga             | 21    | 1      | 2            | 0            | –      | –      | 23    | 1      |
| Miedź Legnica                | 2018/19            | Ekstraklasa        | 4     | 0      | 0            | 0            | –      | –      | 4     | 0      |
| Stal Mielec                  | 2018/19            | I liga             | 25    | 3      | 1            | 0            | –      | –      | 26    | 3      |
| Bruk-Bet Termalica Nieciecza | 2019/20            | I liga             | 24    | 1      | 1            | 0            | –      | –      | 25    | 1      |
| Bruk-Bet Termalica Nieciecza | 2020/21            | I liga             | 11    | 0      | 2            | 0            | –      | –      | 13    | 0      |
| Ogólnie w karierze           | Ogólnie w karierze | Ogólnie w karierze | 217   | 9      | 7            | 0            | 0      | 0      | 224   | 9      |